# 冬木清
冬木 清（ふゆき きよし）、明治36年（1903年）11月15日 - 昭和59年（1984年）1月4日は、昭和時代の日本画家。本名は清、別名に冬城未知。号は玲華、青華、青銭、未通、紀世之、彭春郷、彭春洞、隆春洞など。

## 経歴
明治36年（1903年）富山県氷見郡氷見町南上（現・氷見市本町）に生まれる。1916年、森白甫に弟子入り希望の手紙を出すが「容易な道ではないので制作するよりは、むしろ鑑賞する側になれ」との返事をもらう。1919年、富山県立工芸学校（現・富山県立高岡工芸高等学校）へ入学するが授業が意にそわず、1920年2学年途中で退学。同年、絵の修業を志し、単身京都へ赴く。冬木家の菩提寺である上日寺住職の紹介により、石崎光瑤に師事する。また、師の光瑤の推薦により、竹内栖鳳が主催する「竹杖会」にも参加し、直接栖鳳の指導を受ける。1926年、京都市立絵画専門学校予科に入学。予科終了後、選科、研究科と進む。1928年、第9回帝展に「若王子風景」で初入選し、以後数回入選。1935年に結婚し、画号として「玲華」を名乗るようになる。1937年、門下に石橋西虹が入る。1940年、紀元二千六百年奉祝美術展覧会に「好日」で入選。1943年、大作「保津川筏下り」を画くも1945年、戦火を避けて郷土の氷見へ赴く。1951年、京都在住の日展出品者で構成される「日展京都出展者協会」会員となり、再び上洛し以後京都を主な活躍の場として作品を制作するが1965年頃から体調を崩し病院の入退院を繰り返しながら1984年没。1987年、市制施行35周年を記念し、氷見市博物館で「冬木清展」が開催された。

## 作品
- 「高野聖」
- 「若王子風景」
- 「洛北秋景」
- 「五月晴」
- 「林泉少女」
- 「洛北の乙女達」
- 「勤労奉仕」
- 「林」
- 「好日」
- 「保津川筏下り」
- 「牡丹図」
- 「扇面花鳥図」
- 「雪嶺松濤」
- 「春香遊図」
- 「花鳥図」
- 「天神図」
- 「会館」
- 「埴輪」
- 「黒鯉図」
- 「白鯉図」
- 「金閣雪景」
- 「白梅」
- 「白観音」

## 書籍
- 『冬木清展』 氷見市立博物館.1987年[2]
- 『玲華と西虹二人展 : 冬木清と石橋同の世界』 氷見市立博物館.2004年[3]